# Олимпия (футбольный клуб, Лиепая, 1991)
Футбо́льный клуб «Олимпия» Лиепая (латыш. Futbola klubs „Olimpija” Liepāja) — бывший латвийский футбольный клуб из Лиепаи.

## Результаты выступлений

### Чемпионат и Кубок Латвийской ССР
| Сезон | Лига      | Место | И  | В  | Н | П | Голы  | О  |  | Кубок      |
| ----- | --------- | ----- | -- | -- | - | - | ----- | -- |  | ---------- |
| 1991  | Класс «А» | 3     | 18 | 10 | 5 | 3 | 34‒13 | 25 |  | 1/2 финала |

### Чемпионат и Кубок Латвии
| Сезон | Лига        | Место | И  | В  | Н | П  | Голы  | О  |  | Кубок       |
| ----- | ----------- | ----- | -- | -- | - | -- | ----- | -- |  | ----------- |
| 1992  | Высшая лига | 6     | 22 | 10 | 5 | 7  | 33‒25 | 25 |  | 1/2 финала  |
| 1993  | Высшая лига | 7     | 18 | 3  | 6 | 9  | 24‒46 | 12 |  | 1/4 финала  |
| 1994  | Высшая лига | 11    | 22 | 2  | 5 | 15 | 16‒46 | 9  |  | 1/16 финала |

## Главные тренеры
- Айварс Свейлис (1991)
- Янис Зунтнерс (1991)
- Александр Юренко (1992)
- Янис Зунтнерс (1993—1994)
- Эдуард Сафьянов (1994)
- Илмар Верпаковскис (1994)